# Lobophytum lamarcki
Lobophytum lamarcki är en korallart som beskrevs av Tixier-Durivault 1956. Lobophytum lamarcki ingår i släktet Lobophytum och familjen läderkoraller. Inga underarter finns listade i Catalogue of Life.